# Moussa Narry
Moussa Narry (ur. 19 kwietnia 1986 w Maradi) – ghański piłkarz pochodzenia nigerskiego grający na pozycji środkowego obrońcy lub defensywnego pomocnika.

## Kariera klubowa
Narry urodził się w Nigrze jako Moses Narh. Karierę piłkarską rozpoczął w klubie Sahel SC, pochodzącym ze stolicy kraju, Niamey. W 2004 roku zadebiutował w jego barwach w pierwszej lidze Nigru. W 2006 roku zdobył z tym klubem Puchar Nigru. Po sezonie Moussa odszedł do tunezyjskiego Étoile Sportive du Sahel. Jako podstawowy zawodnik klubu wywalczył z nim w 2007 roku mistrzostwo Tunezji, a także wygrał Ligę Mistrzów. Z kolei w 2008 roku zdobył Puchar Tunezji oraz Superpuchar Afryki.
W lipcu 2008 roku Narry został piłkarzem francuskiego AJ Auxerre, do którego przeszedł za 950 tysięcy euro. W Ligue 1 zadebiutował 9 sierpnia 2008 roku w wygranym 2:1 domowym spotkaniu z FC Nantes. Od czasu debiutu stał się podstawowym zawodnikiem Auxerre, jednak w sezonie 2009/2010 został przesunięty do rezerw swojego klubu. W trakcie rozgrywek wypożyczono go do Le Mans FC, a latem 2010 roku sprzedano go do tej drużyny na stałe. Występował tam do 2012 roku.
Następnie grał w drużynach Nadi asz-Szarika, Al-Oruba FC oraz Riffa SC.
| Sezon   | Klub             | Kraj                         | Rozgrywki               | Mecze | Bramki |
| ------- | ---------------- | ---------------------------- | ----------------------- | ----- | ------ |
| 2004/05 | Sahel SC         | Niger                        | I liga                  | ?     | ?      |
| 2005/06 | Sahel SC         | Niger                        | I liga                  | ?     | ?      |
| 2005/06 | Étoile du Sahel  | Tunezja                      | TLP 1                   | 16    | 4      |
| 2006/07 | Étoile du Sahel  | Tunezja                      | TLP 1                   | 21    | 2      |
| 2007/08 | Étoile du Sahel  | Tunezja                      | TLP 1                   | ?     | ?      |
| 2008/09 | AJ Auxerre       | Francja                      | Ligue 1                 | 31    | 0      |
| 2009/10 | AJ Auxerre       | Francja                      | Ligue 1                 | 3     | 0      |
| 2009/10 | Le Mans FC       | Francja                      | Ligue 1                 | 12    | 0      |
| 2010/11 | Le Mans FC       | Francja                      | Ligue 2                 | 28    | 0      |
| 2011/12 | Le Mans FC       | Francja                      | Ligue 2                 | 25    | 0      |
| 2012/13 | Nadi asz-Szarika | Zjednoczone Emiraty Arabskie | UAE League              | 6     | 0      |
| 2014/15 | Al-Oruba FC      | Arabia Saudyjska             | I liga                  | 24    | 0      |
| 2015/16 | Riffa SC         | Bahrajn                      | Bahraini Premier League | ?     | 2      |

## Kariera reprezentacyjna
Narry posiada zarówno obywatelstwo Nigru, jak i Ghany, ale reprezentuje ten drugi kraju. W reprezentacji Ghany zadebiutował 18 listopada 2007 roku w wygranym 2:0 meczu z Togo. Natomiast 18 grudnia został powołany do 40-osobowej kadry na obóz przygotowawczy przed Pucharem Narodów Afryki 2008, jednak w ostateczności nie pojechał na ten turniej. Zagrał natomiast na Pucharze Narodów Afryki 2010, gdzie zdobył srebrny medal.